# L'Art d'aimer (téléfilm)
Pour les articles homonymes, voir L'Art d'aimer (homonymie).
L'art d'aimer (Joanna Trollope: In Boston liebt man doppelt) est un téléfilm allemand réalisé par Andi Niessner et diffusé en 2009.

## Fiche technique
- Scénario : Carolin Hecht, Joanna Trollope
- Durée : 89 min
- Pays :  Allemagne

## Distribution
- Kathrin Kühnel : Frances Shaw
- Sebastian Ströbel : Adam Carter
- Marie Rönnebeck : Melissa "Lizzie" Wilson
- Lisa Kreuzer : Barbara Shaw
- Philipp Baltus : Robert Wilson
- Dietrich Hollinderbäumer : William Shaw
- Andreas Schmidt : Tony
- Mathias Herrmann : Trelawney
- Merlin Ben Bieling : Fred Wilson
- Paula Davina Pietrek : Ruby Wilson
- Elizabeth Richardson : Madame Derbridge
- Heather Blackburn : Caissière
- Chris Killam
- Agumeuay Nakanakis
- Andi Niessner : Factrice